# 歡樂好聲音2
是一部2021年美國3D電腦動畫歌舞喜劇電影，由照明娛樂製作、環球影業發行。該片為2016年電影《歡樂好聲音》的續集，由葛斯·詹寧斯編劇和執導。主要配音員包括馬修·麥康納、瑞絲·薇斯朋、史嘉蕾·喬韓森、泰隆·艾格頓、巴比·卡納佛、托蕾·凱莉、尼克·克羅爾、海爾希、菲瑞·威廉斯、尼克·奧佛曼、莉蒂西亞·萊特、艾瑞克·安德烈、雀兒喜·柏瑞蒂和博诺。劇情描述巴斯特·穆恩（Buster Moon，麥康納配音）和朋友們必須說服隱居的搖滾明星柯雷·卡洛威（Clay Calloway，博诺配音），與他們一起參加新節目的開幕。
《歡樂好聲音2》2021年12月22日由環球影業安排美國上映，隨後發行VOD。。電影入圍第94屆奧斯卡金像獎最佳動畫片角逐名單，但未進入決選階段。

## 劇情
巴斯特和他的藝人們現在的目標是在迷人的紅灘市的克里斯托塔劇院舉辦一場歌舞首演會，但因為沒有人脈，他們必須潛入由冷酷無情的娛樂大亨吉米·克里斯托經營的克里斯托娛樂公司的辦公室。為了引起克里斯托的注意，剛特提議讓搖滾傳奇——柯雷·卡洛威出演他們的首演會，而克里斯托對該提議感興趣。為了獲得演出機會，巴斯特必須尋找因為喪妻之痛而與世隔絕的柯雷並說服他重返舞台。

## 配音員
| 配音          | 配音                 | 配音                                                                                                   | 配音     | 角色              |
| 美国          | 臺灣                 | 香港                                                                                                   | 中国大陆 | 角色              |
| ------------- | -------------------- | --- | -------- | ----------------- |
| 馬修·麥康納   | ØZI                  | 馬家豪                                                                                                 |          | 巴斯特·穆恩（Buster Moon）   |
| 瑞絲·薇斯朋   | 陳曉月               | 梁詠琪                                                                                                 |          | 蘿希坦（Rosita）        |
| 史嘉蕾·喬韓森 | 陳妤                 | 溫卓妍                                                                                                 |          | 愛希（Ash）          |
| 泰隆·艾格頓   | 李培松               | 盧富泰                                                                                                 |          | 強尼（Johnny）          |
| 托蕾·凱莉     | 薛晴                 | 麥智鈞                                                                                                 |          | 米娜（Meena）          |
| 尼克·克羅爾   | 蔣鐵城               | 邱萬城                                                                                                 |          | 剛特（Gunter）          |
| 巴比·卡納佛   | 李英立               | 高翰文                                                                                                 |          | 吉米·克里斯托（Jimmy Crystal） |
| 海爾希        | 曾允凡               | 陳葦璇                                                                                                 |          | 波莎·克里斯托（Porsha Crystal） |
| 菲瑞·威廉斯   | 蔣次湘               | 陳祖兒                                                                                                 |          | 阿方索（Alfonso）        |
| 莉蒂西亞·萊特 | 郭怡心               | 葉巧琳                                                                                                 |          | 努絲（Nooshy）          |
| 艾瑞克·安德烈 | 王希華               | 柯煒林                                                                                                 |          | 大流士（Darius）        |
| 雀兒喜·柏瑞蒂 | 龍顯蕙               | 顧詠雪                                                                                                 |          | 蘇琪（Suki）          |
| 博诺          | 康殿宏               | 黃德斌                                                                                                 |          | 柯雷·卡洛威（Clay Calloway）   |
| 尼克·奧佛曼   | 陳進益               | 黃文偉                                                                                                 |          | 諾曼（Norman）          |
| 葛斯·詹寧斯   | 葉璦菱               | 譚錦萌                                                                                                 |          | 克勞利小姐（Miss Crawly）    |
|               | 宋昱璁 戴維均 詹盈姿 | 覃恩美 葉振聲 李建良 馬慧琪 黎景全 陳振聲 賈澤麟 陳旭恆 李家輝 蔡忠衛 許盈 賴芸芬 葉嘉敏 李芯怡 李浩東 |          |                   |

## 製作
2017年1月25日，環球影業宣佈製作《歡樂好聲音》續集。2019年4月12日，確認葛斯·詹寧斯回歸執導電影，而馬修·麥康納、瑞絲·薇斯朋、史嘉蕾·喬韓森、泰隆·艾格頓、尼克·克羅爾和托蕾·凱莉回歸聲演各自的角色。2020年12月，宣佈博诺、菲瑞·威廉斯、海爾希、巴比·卡納佛、莉蒂西亞·萊特、艾瑞克·安德烈和雀兒喜·柏瑞蒂加盟配音陣容。

## 發行
《歡樂好聲音2》由環球影業於2021年12月22日在美國上映。此前，上映日期曾定於2020年12月25日及2021年7月2日。

### 評價
爛番茄根據137條評論，本片獲得72%的新鮮度，平均得分6.1／10，觀眾投票獲得98%的分數，平均得分為4.8／5。在Metacritic上，電影獲得49分。

### 票房
| 上一届： 《大雄的宇宙小戰爭 2021》 | 2022年日本週末票房冠軍 第12-14週 | 下一届： 《怪獸與鄧不利多的秘密》 |

## 註解
1. ↑  澳門提前於2022年4月5、9、10日推出優先場（相當於臺灣「口碑場」、中國大陸「點映」）。